# دوشاخ‌ها
دوشاخ‌ها یا کرگدن‌های دوشاخ (نام علمی: Diceros) (به یونانی: dio به معنای «دو» و keratos به معنای «شاخ») سرده‌ای از کرگدن‌ها است که شامل کرگدن سیاه موجود (Diceros bicornis) و چندین گونه منقرض‌شده‌است.